# Fiodor Iwanow
Fiodor Siergiejewicz Iwanow (ros. Фёдор Сергеевич Иванов, ur. 3 maja?/15 maja 1897 we wsi Russkaja Muszuga w guberni ufijskiej, zm. 19 maja 1973 w Kijowie) – radziecki dowódca wojskowy, generał porucznik.

## Życiorys
Od 1916 służył w rosyjskiej armii, brał udział w I wojnie światowej na Froncie Południowo-Zachodnim jako dowódca plutonu i młodszy podoficer, 1918 wstąpił do Czerwonej Gwardii, a w październiku 1918 do Armii Czerwonej, od 1919 należał do RKP(b). Podczas wojny domowej był pomocnikiem dowódcy i adiutantem batalionu i dowódcą kompanii, walczył na Froncie Południowym i Wschodnim i w wojnie z Polską.
W 1920 skończył dowódcze kursy piechoty w Symbirsku, 1924 Kijowską Szkołę Piechoty, w 1930 kursy „Wystrieł”, a w 1947 Wyższe Kursy Akademickie przy Wyższej Akademii Wojskowej im. Woroszyłowa.
W latach 1924–1926 był dowódcą batalionu i szefem sztabu pułku, brał udział w walkach partyzanckich przeciw basmaczom w Środkowej Azji, 1927–1931 był szefem sztabu, potem dowódcą pułku, a 1935–1938 naczelnikiem i komisarzem szkoły piechoty w Odessie. W latach 1938–1939 był pomocnikiem, od 1939 do stycznia 1941 zastępcą, a od stycznia do 30 czerwca 1941 2 zastępcą dowódcy wojsk Kijowskiego Specjalnego Okręgu Wojskowego, 4 listopada 1939 otrzymał stopień komkora, a 4 czerwca 1940 generała porucznika.
Od 30 czerwca do 31 sierpnia 1941 dowodził 8 Armią Frontu Północno-Zachodniego, od 31 sierpnia do 16 września 1941 dowodził 42 Armią, która poniosła duże straty w walkach pod Leningradem; 16 września 1941 przybyły do Leningradu Gieorgij Żukow zwolnił Iwanowa z dowodzenia armią. Od 21 września do 15 grudnia 1941 był komemndantem garnizonu Leningrad. W lutym 1942 został aresztowany w sprawie oskarżenia o szerzenie defetyzmu, a 21 stycznia 1944 zwolniony z Armii Czerwonej. 8 stycznia 1946 śledztwo zostało umorzone, a Iwanow wypuszczony z aresztu.
W latach 1947–1952 był pomocnikiem dowódcy armii zmechanizowanej Karpackiego Okręgu Wojskowego, następnie zakończył służbę wojskową.